# Eiken-haagbeukenbos
Het eiken-haagbeukenbos (Stellario-Carpinetum) is een associatie uit het haagbeuk-verbond (Carpinion betuli). De associatie omvat bosgemeenschappen die voorkomen op matig voedselrijke tot voedselrijke, lemige bodems, en gekenmerkt wordt door de dominantie van haagbeuk, hazelaar en klimop en een zeer diverse voorjaarsflora.
Deze associatie is in Vlaanderen en Nederland vrij zeldzaam. Ze omvat zes subassociaties.

## Naamgeving en codering
| Stellario-Carpinetum betuli (Tx. 1930) Oberd. 1957 |
| Stellario holosteae-Carpinetum betuli Oberd. 1957  |

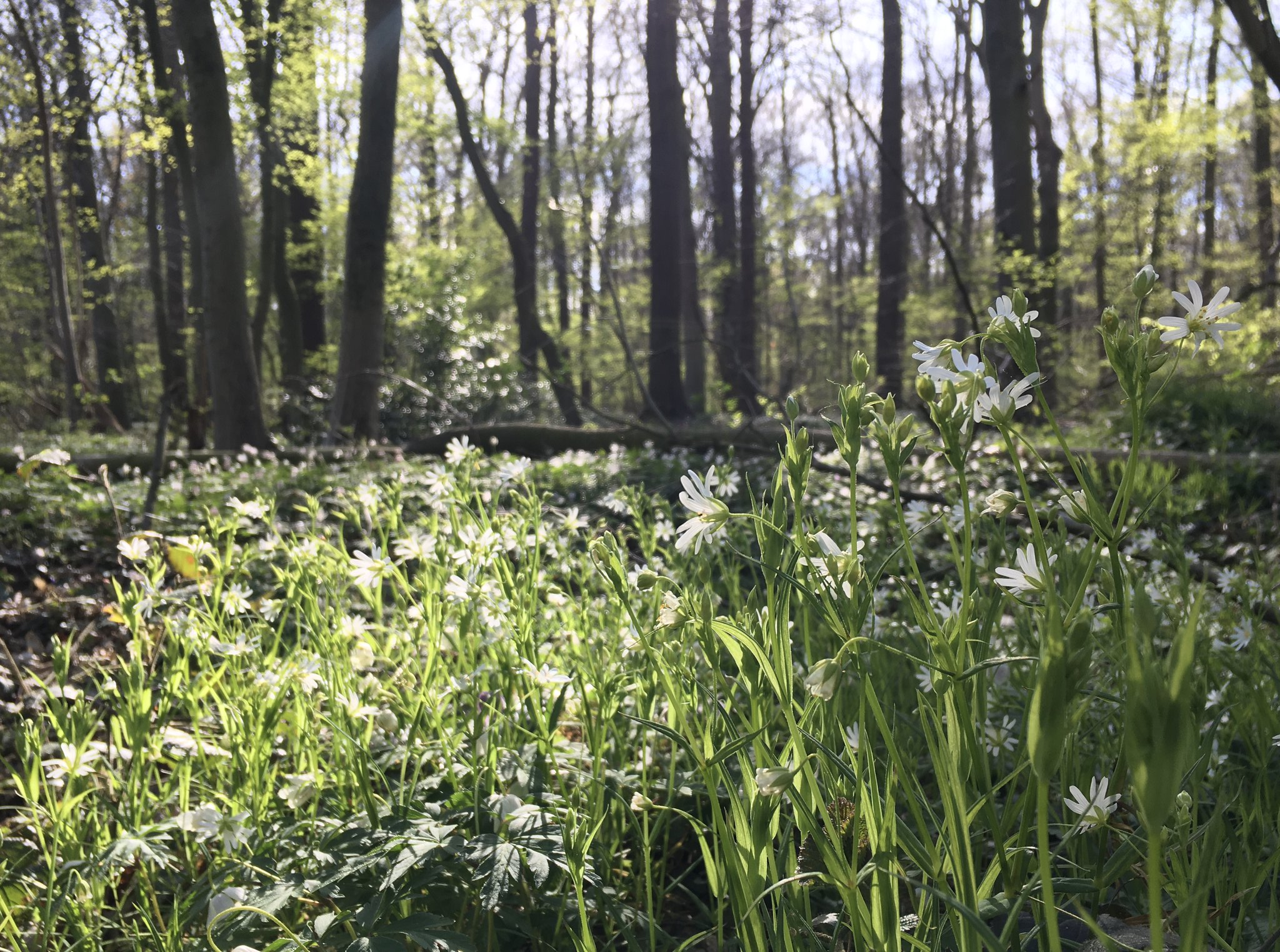
Close-up van een kruidlaag van een eiken-haagbeukenbos; hier met de naamgevende soort grote muur (Stellaria holostea).

- Duits: Eichen-Hainbuchenwälder, Sternmieren-Eichen-Hainbuchenwald
- Engels: Oak-hornbeam forests, Sub-Atlantic and Central European oak-hornbeam forests
- Syntaxoncode voor Nederland (rVvN): r46Ab03
- Corine-code: 41.24 : Sub-Atlantic stitchwort oak-hornbeam forests
- Natura2000-habitattypecode (EU-code): H9160
- BWK-karteringscodes: qa, qk

De wetenschappelijke naam Stellario-Carpinetum is afgeleid van de botanische namen van twee belangrijke soorten binnen deze klasse, de grote muur (Stellaria holostea) en de haagbeuk (Carpinus betulus).

## Fysiognomie
Het eiken-haagbeukenbos is een hoog opgaand loofbos met een boomlaag die tot 25 m hoog kan reiken. De struiklaag is zeer goed ontwikkeld, met een groot aandeel van hazelaar. De kruidlaag kan bijzonder soortenrijk zijn en telt vooral veel voorjaarsbloeiers, terwijl de moslaag minder opvallend aanwezig is.
Het eiken-haagbeukenbos is van belang omwille van het grote aandeel van monumentale bomen in dit bostype.

## Ecologie
Het eiken-haagbeukenbos omvat oude, zeer structuur- en soortenrijke bossen, kenmerkend voor mesotrofe tot eutrofe bodems op een zware, slecht doorlaatbare ondergrond van leem, klei, zandleem of keileem, al dan niet afgedekt met een laag leemhoudend zand. De bodemvochtigheid is meestal hoog in de winter en in het voorjaar, maar veel lager in de zomer. In Nederlands Zuid-Limburg, in de Belgische Voerstreek en in Wallonië komt dit bostype ook voor op drogere standplaatsen op mergel of op kalksteen.
Het eiken-haagbeukenbos vormt het eindstadium in de natuurlijke successie, de climaxvegetatie, ontstaan uit een opeenvolging van struweelgemeenschappen en andere bosgemeenschappen door de geleidelijke toename van de voedselrijkdom (humus) in de bodem.
Meer specifiek ontstaat de subassociatie orchietosum in Zuid-Limburg en in de Voerstreek uit de associatie van hazelaar en purperorchis, en kan ze daar door kapbeheer terug in overgaan.

## Subassociaties in Nederland en Vlaanderen
In het eiken-haagbeukenbos worden in Nederland en Vlaanderen twee subassociaties onderscheiden. Ze wijzen vooral op verschillen in de bodemsamenstelling, de trofiegraad en het vochtgehalte in de bodem.

### Typische subassociatie
De typische subassociatie (Stellario-Carpinetum typicum) zoals hieronder beschreven, zonder differentiërende soorten maar met een hoge presentie van de kensoorten voor de associatie. Ze komt voor op zware gronden zoals op keileem, die vooral in het voorjaar zeer nat zijn. Syntaxoncode voor Nederland is r46Ab03a.

### Subassociatie met dalkruid
Een subassociatie met dalkruid (Stellario-Carpinetum maianthemetosum) komt voor op plekken met een iets lagere trofiegraad en iets lagere pH. In deze eiken-haagbeukenbossen schemeren elementen uit het zomereik-verbond door. Differentiërende taxa zijn dan ook dalkruid, adelaarsvaren, lelietje-van-dalen, blauwe bosbes en fraai haarmos. De syntaxoncode van deze subassociatie voor Nederland (conform de rVvN) is r46Ab03b.

### Voormalige onderscheiden subassociaties
Subassociatie orchietosum
Het eiken-haagbeukenbos met purperorchis of orchideeënrijke eiken-haagbeukenbos komt voor op steile hellingen met een ondiepe, kalkrijke ondergrond, en wordt gekenmerkt door de aanwezigheid van kalkminnende orchideeën als de mannetjesorchis (Orchis mascula), purperorchis (Orchis purpurea) en zeldzamer de bergnachtorchis en het bleek bosvogeltje, maar waar ook eenbes, ruig viooltje, christoffelkruid, heelkruid en rood peperboompje kunnen worden aangetroffen. Deze vegetatie is zeer gevoelig voor verruiging en gebrek aan onderhoud, waardoor bosrank en klimop de bovenhand nemen. Thans wordt deze subassociatie als zelfstandige associatie beschouwd: het kalk-eikenhaagbeukenbos.
De syntaxoncode voor Nederland is 43Ab1b, BWK-karteringseenheden voor Vlaanderen zijn het eiken-haagbeukenbos op mergel (qk) en het beukenbos op mergel (fk).
Subassociatie polystichetosum
Een subassociatie typisch voor holle wegen met als kensoort de stijve naaldvaren (Polystichum aculeatum) en andere stikstofminnende soorten als hondsdraf, grote brandnetel en gewone vlier. Syntaxoncode voor Nederland was 43Ab1a.
Subassociatie allietosum
Het eiken-haagbeukenbos met daslook is een subassociatie met een hoge presentie van de kensoorten daslook (Allium ursinum) en winterlinde, maar ook met bosbingelkruid en gele anemoon. Het zijn traag koloniserende soorten van oude, schaduwrijke bossen met een lange ontwikkelingstijd, typisch voor kalkrijke bodems bedekt met klei of leem, zoals colluviale bodems onderaan een helling. Dit soort bos is zeer gevoelig voor verstoring en exploitatie en is best gebaat met nietsdoen. Syntaxoncode voor Nederland was 43Ab1d.
Subassociatie dryopteridetosum
Een varenrijke subassociatie van steile hellingen met een koel, vochtig microklimaat, meestal op het noorden gericht, met vooral mannetjesvaren (Dryopteris filix-mas), brede en smalle stekelvaren. Syntaxoncode voor Nederland was 43Ab1e.
Subassociatie oxalidetosum
Een subassociatie met een hoge presentie van witte klaverzuring (Oxalis acetosella) en dalkruid, met in de struiklaag vooral wilde lijsterbes, hulst en sporkehout, die vooral voorkomt op löss en andere vochthoudende, mesotrofe leemgronden, en die aansluit bij het wat voedselarmere en drogere beuken-eikenbos uit de klasse van eiken- en beukenbossen op voedselarme grond. Syntaxoncode voor Nederland was 43Ab1f.
Subassociatie periclymenetosum
Het kamperfoelierijk eiken-haagbeukenbos is een subassociatie van droge, voedselarme bodems, met een weinig diverse ondergroei met een hoge presentie van wilde kamperfoelie (Lonicera periclymenum).

## Verspreiding
Het verspreidingsgebied het eiken-haagbeukenbos is beperkt tot sub-atlantisch Europa, van Noord-Frankrijk over België en Nederland tot in Noord-Duitsland.
In Nederland vindt men dit bostype vooral in Zuid-Limburg, op het Drents Plateau (gebied), in Twente en in het oosten van Gelderland. Minder algemeen komt de associatie voor langs duinranden.
In Vlaanderen komt het verspreid voor in alle floradistricten, zelfs in het maritieme district, maar het zwaartepunt ligt in de Limburgse, Vlaams- en Waals-Brabantse Leemstreek. Het komt er voor naast het eiken-haagbeukenbos met wilde hyacint (qe). Het eiken-haagbeukenbos met purperorchis komt enkel (fragmentarisch) voor in de Voerstreek, de variant met beuken (fk) enkel in enkele percelen van het Zoniënwoud.

## Diagnostische taxa voor Nederland en Vlaanderen

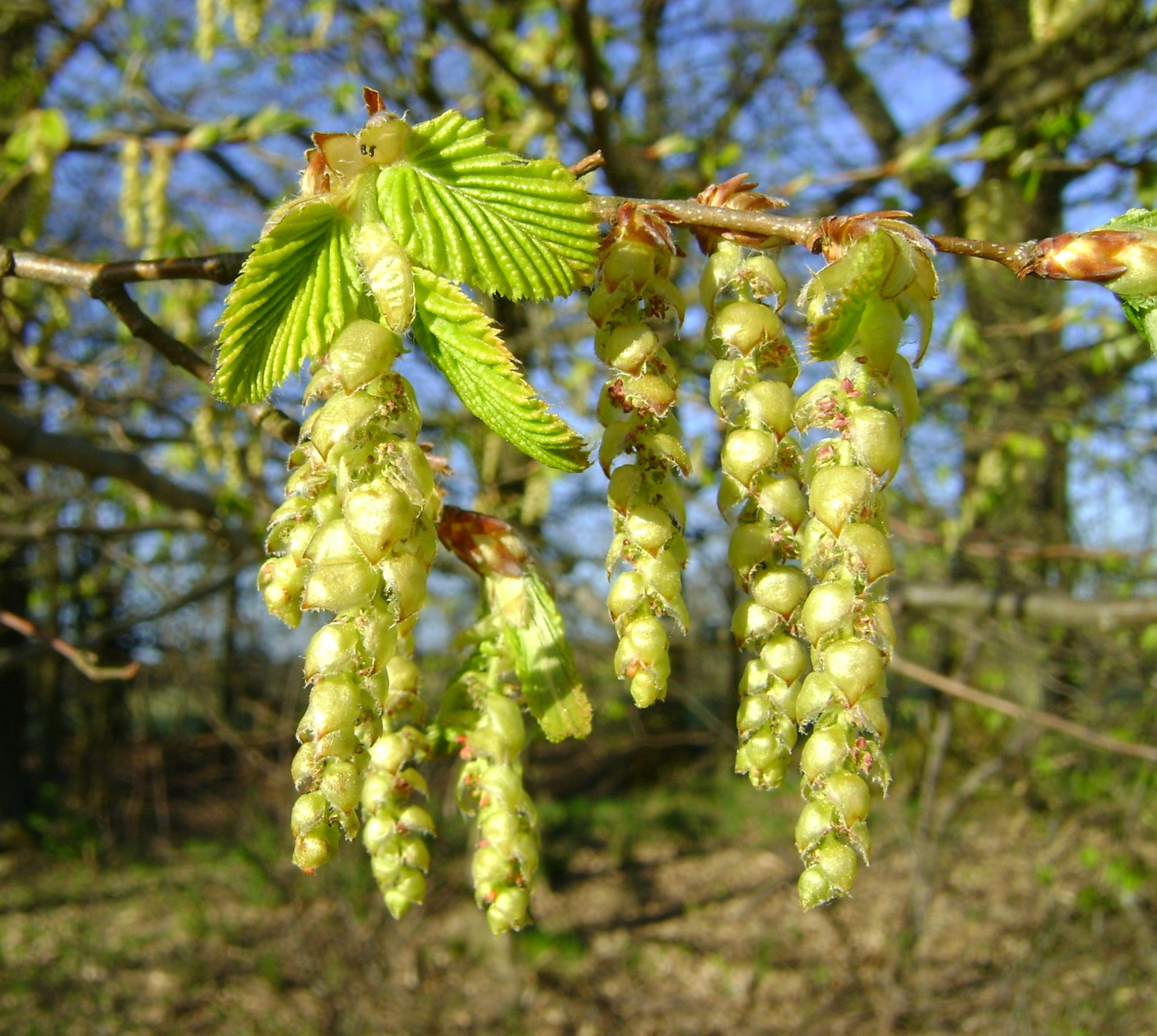
Haagbeuk

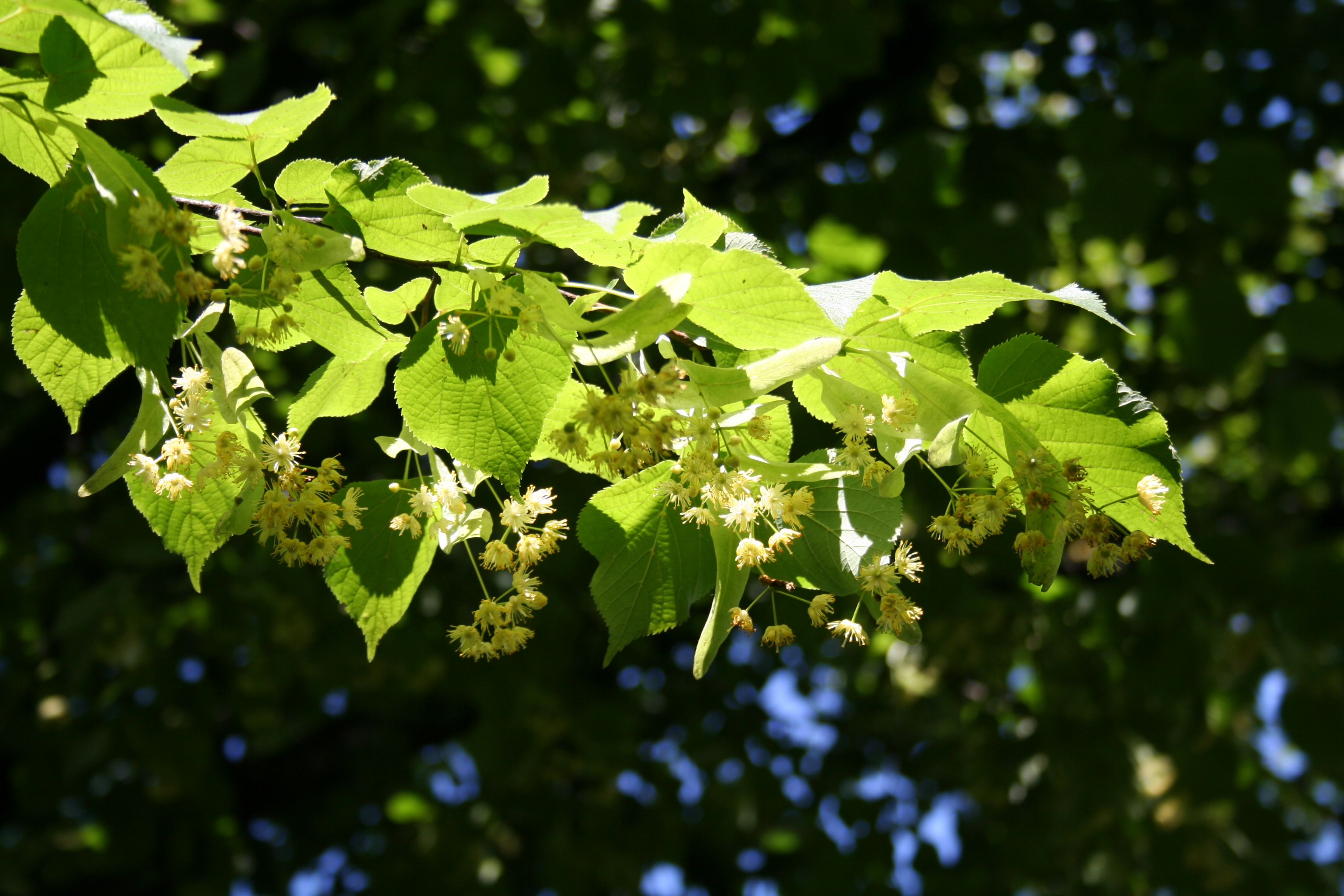
Kleinbladige linde

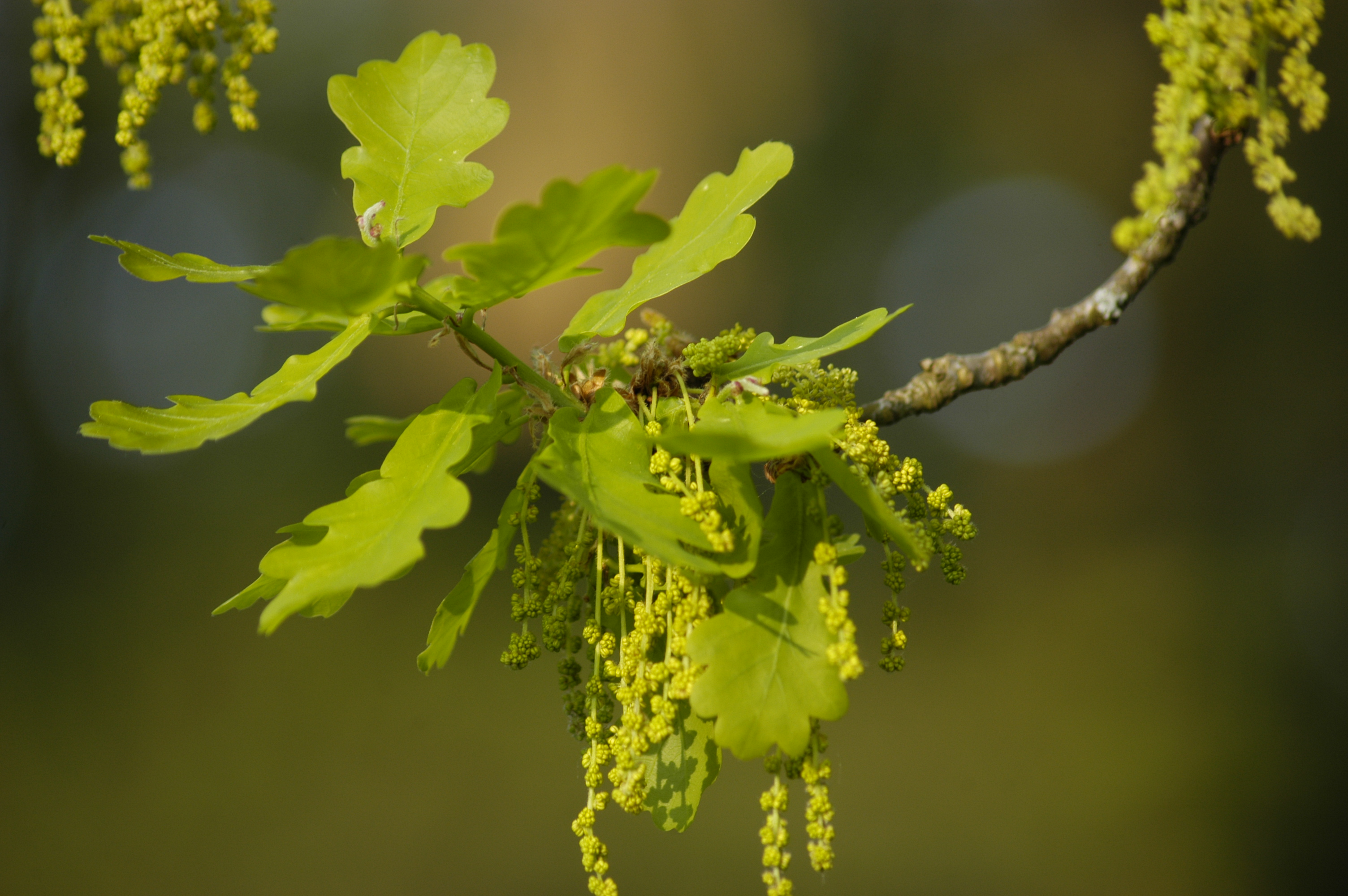
Zomereik

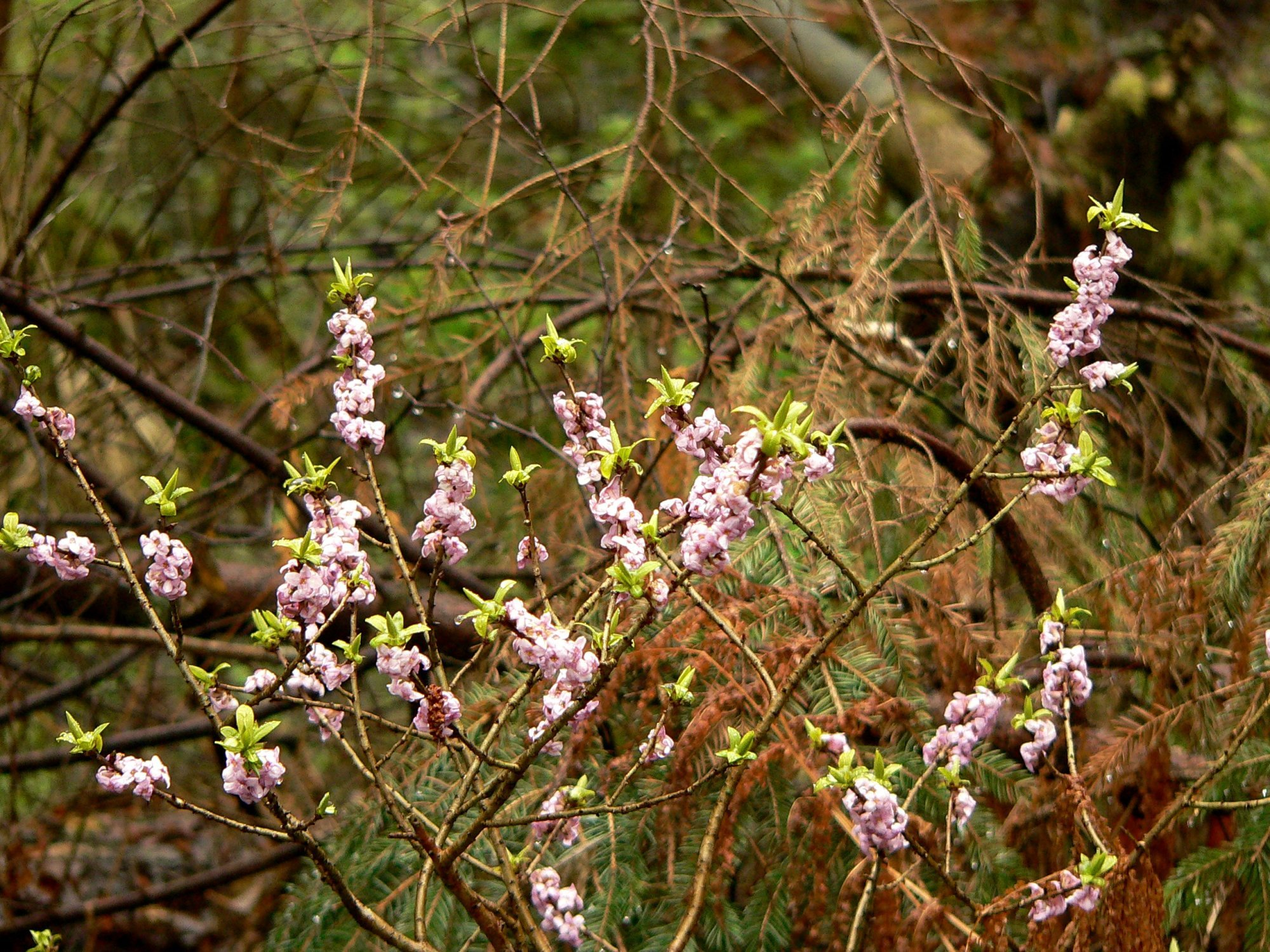
Rood peperboompje

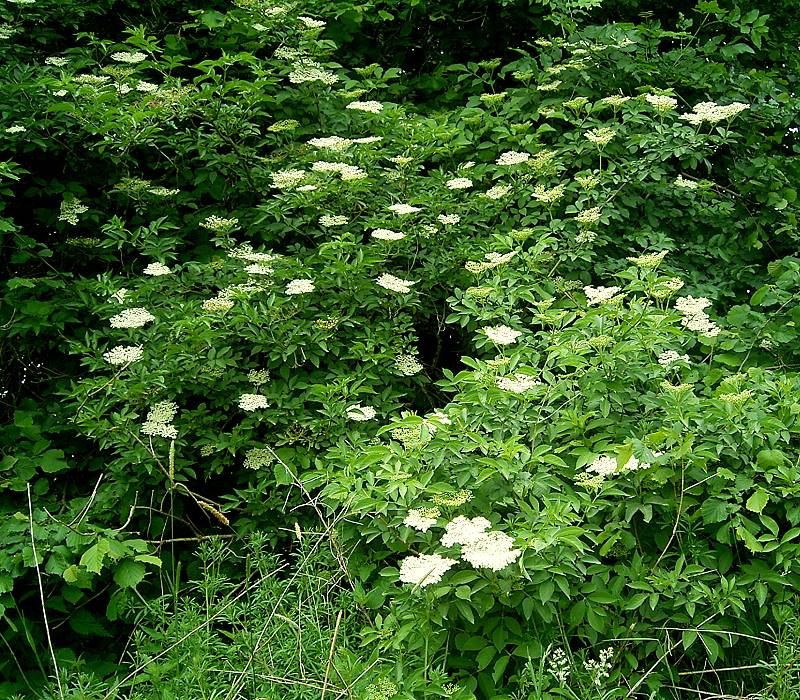
Gewone vlier

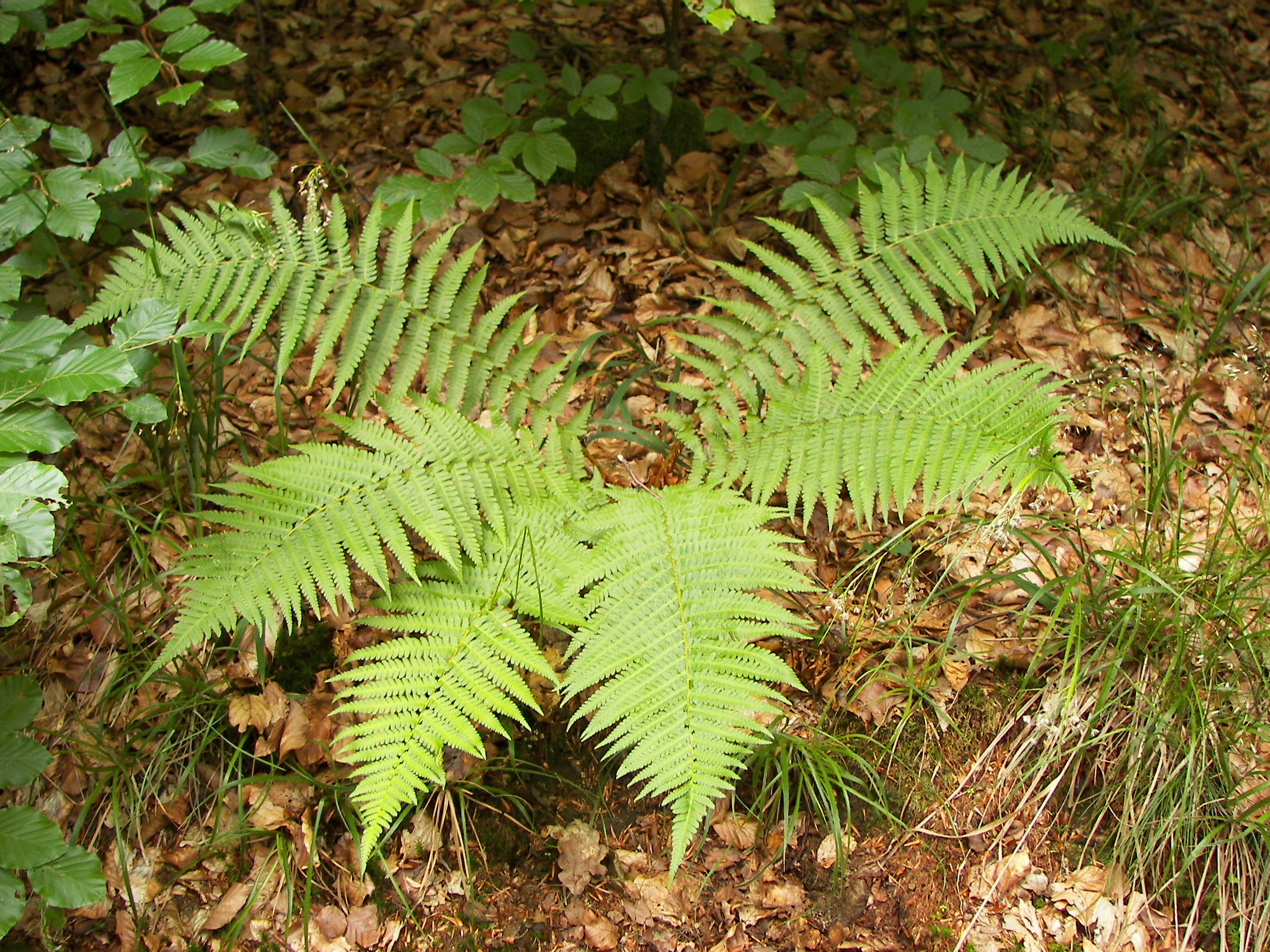
Mannetjesvaren

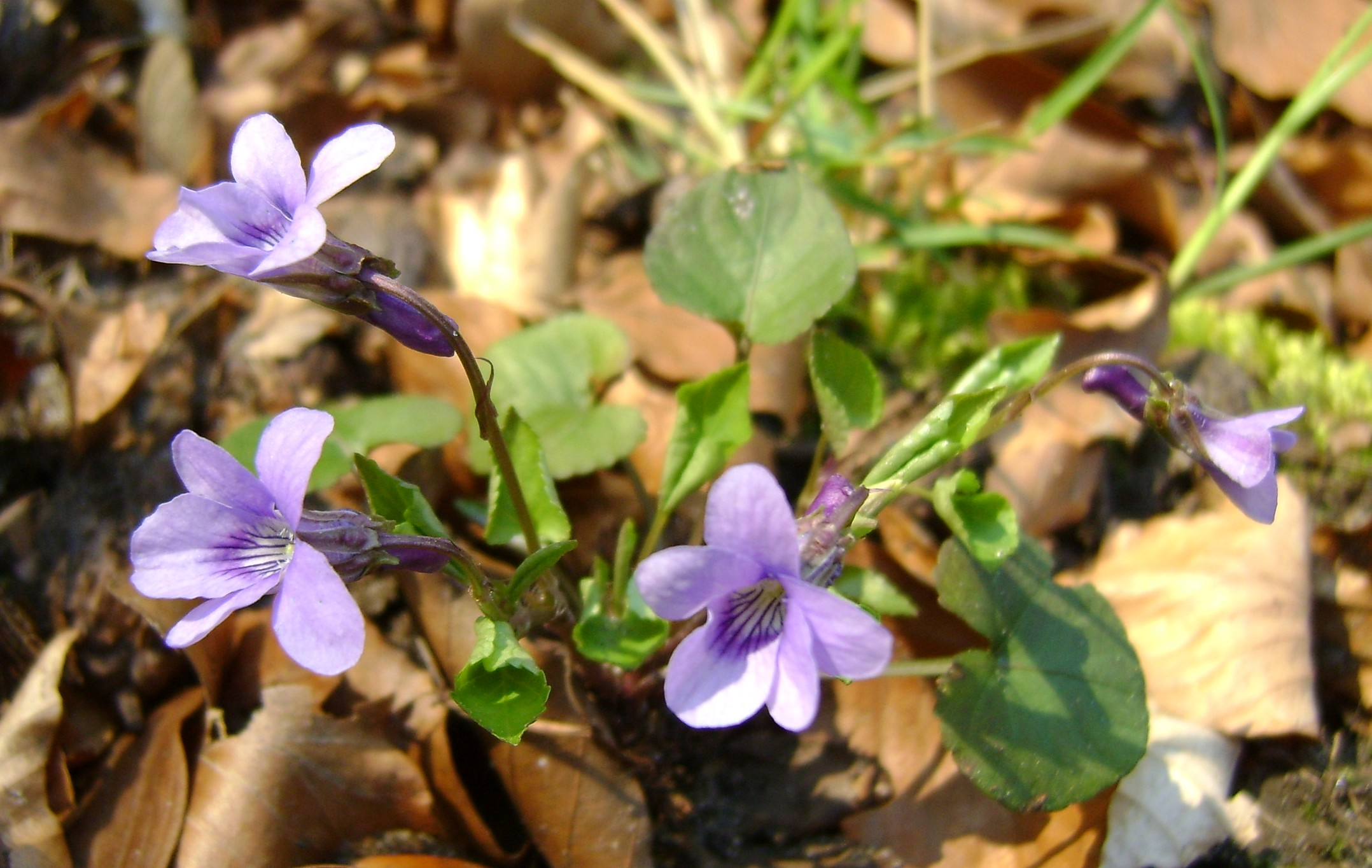
Donkersporig bosviooltje

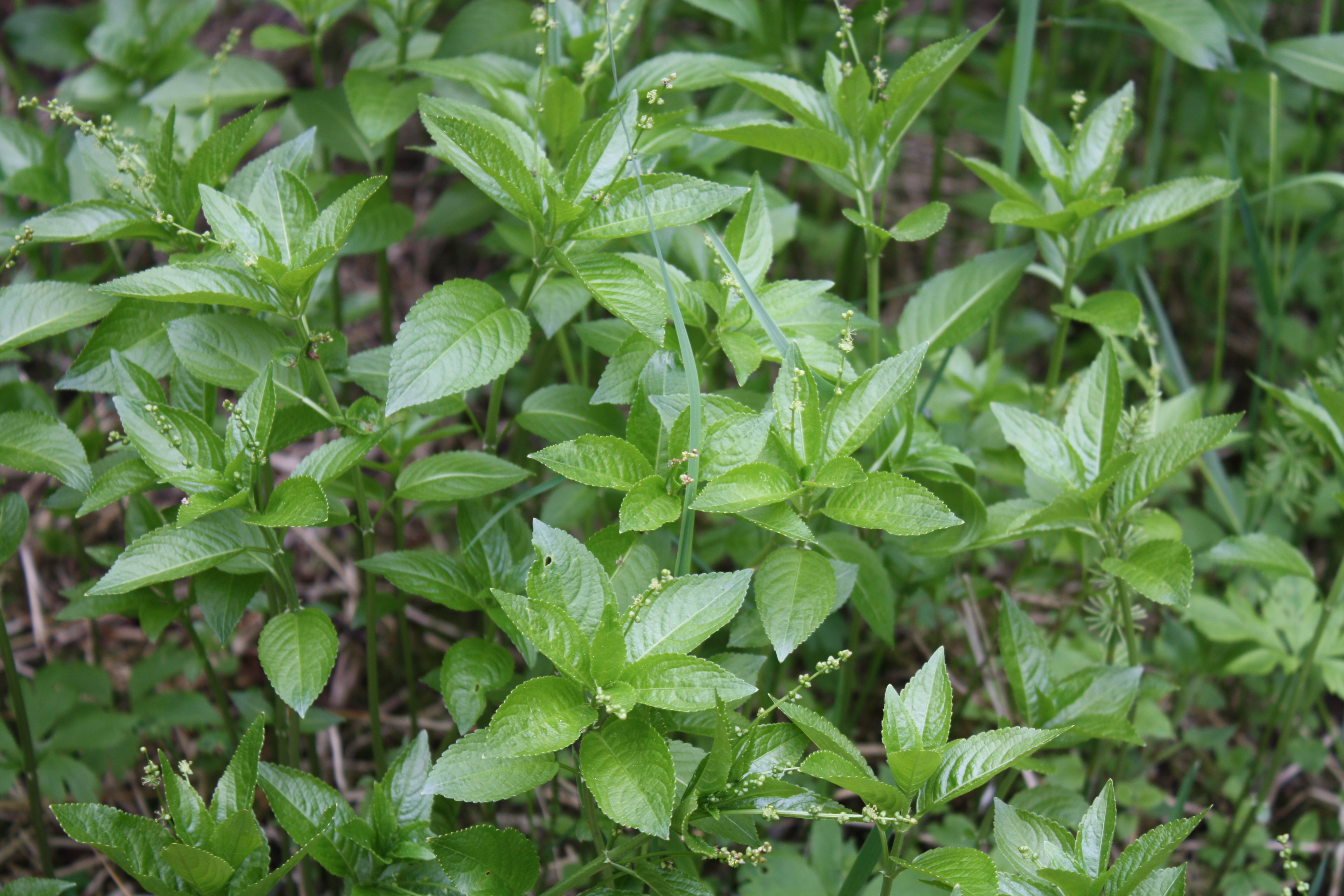
Bosbingelkruid

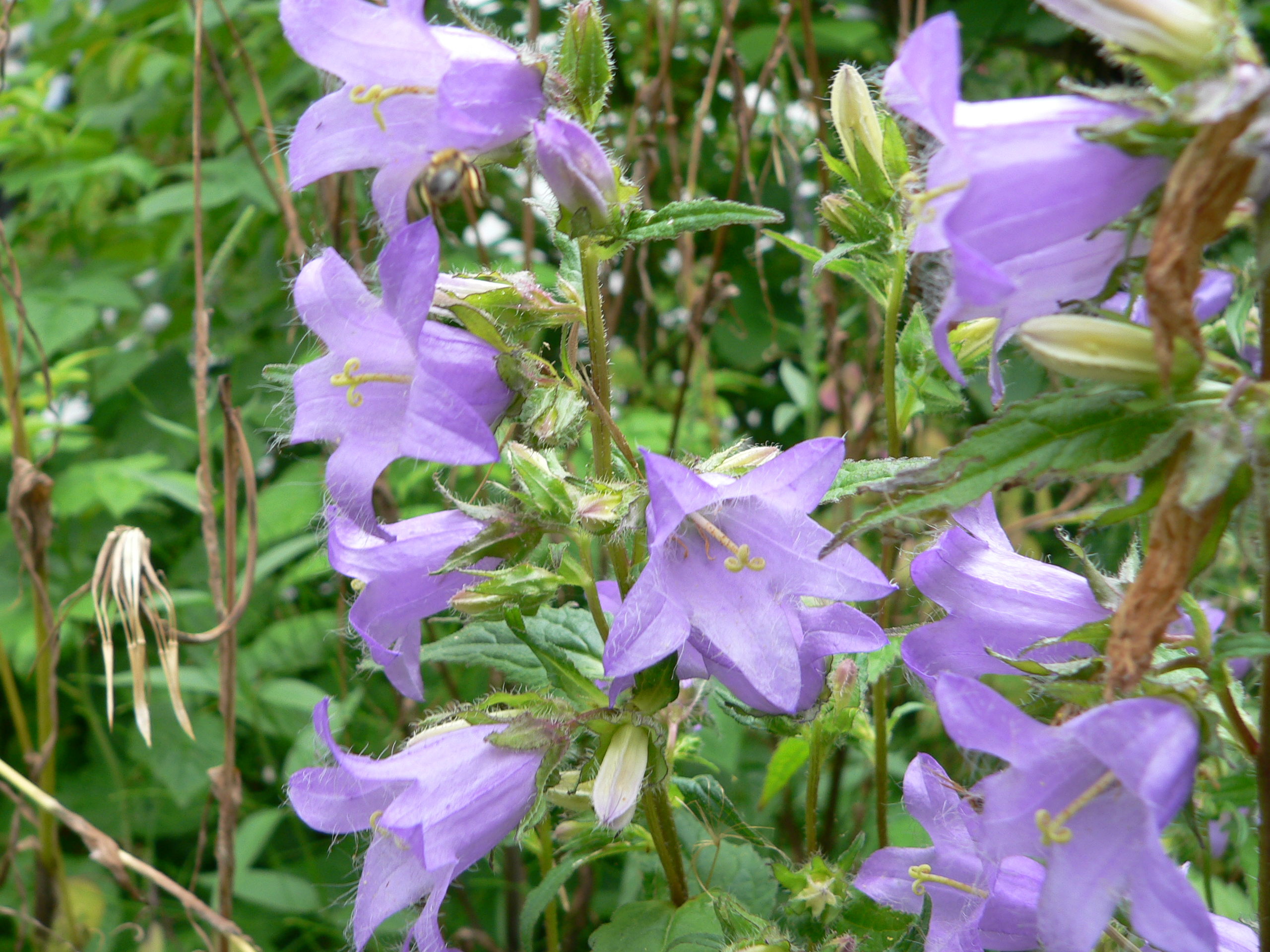
Ruig klokje

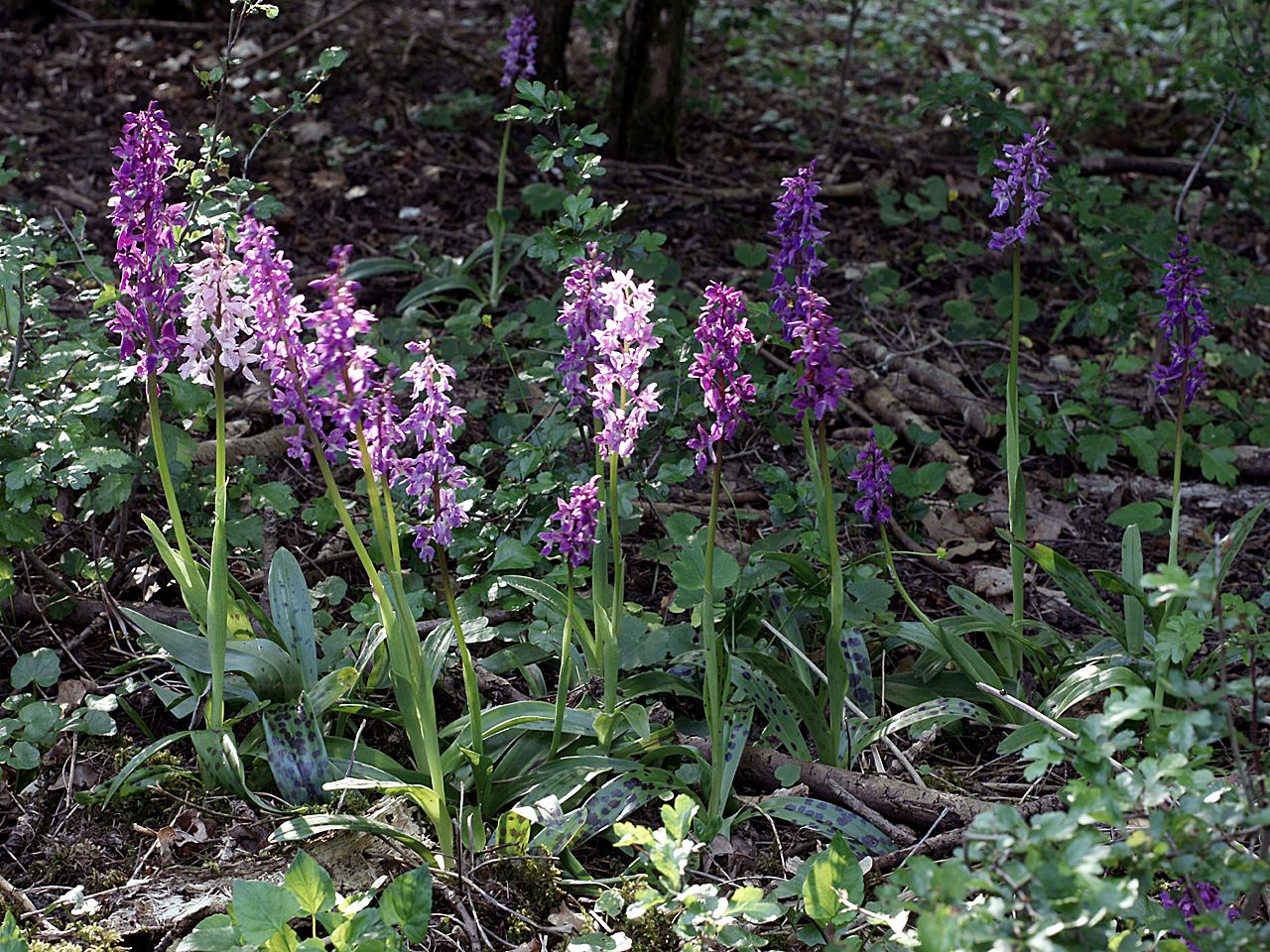
Mannetjesorchis

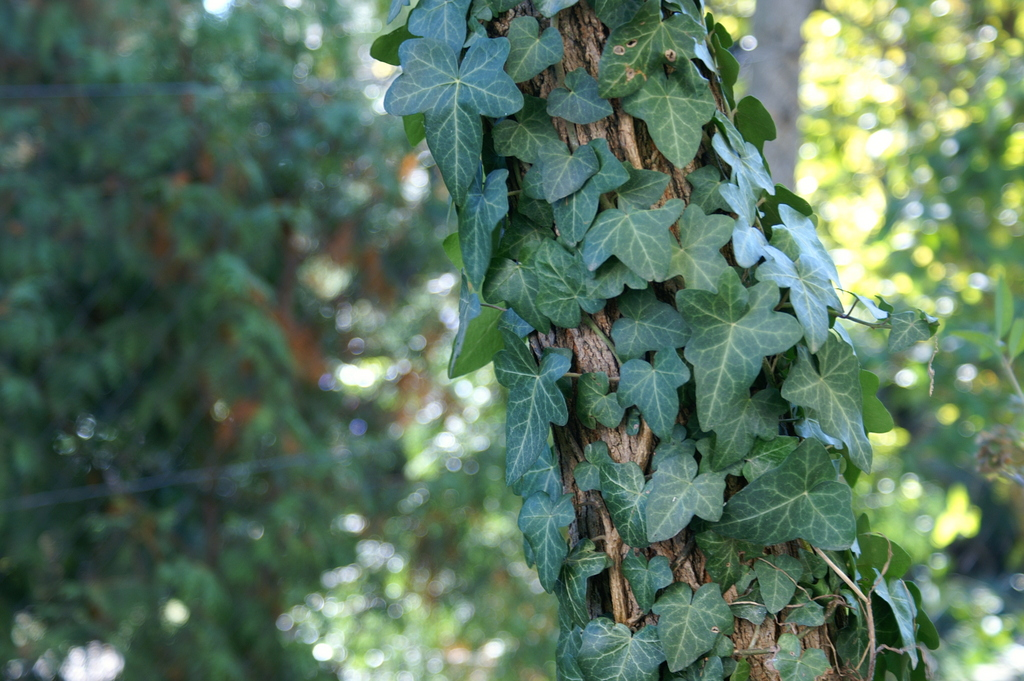
Klimop

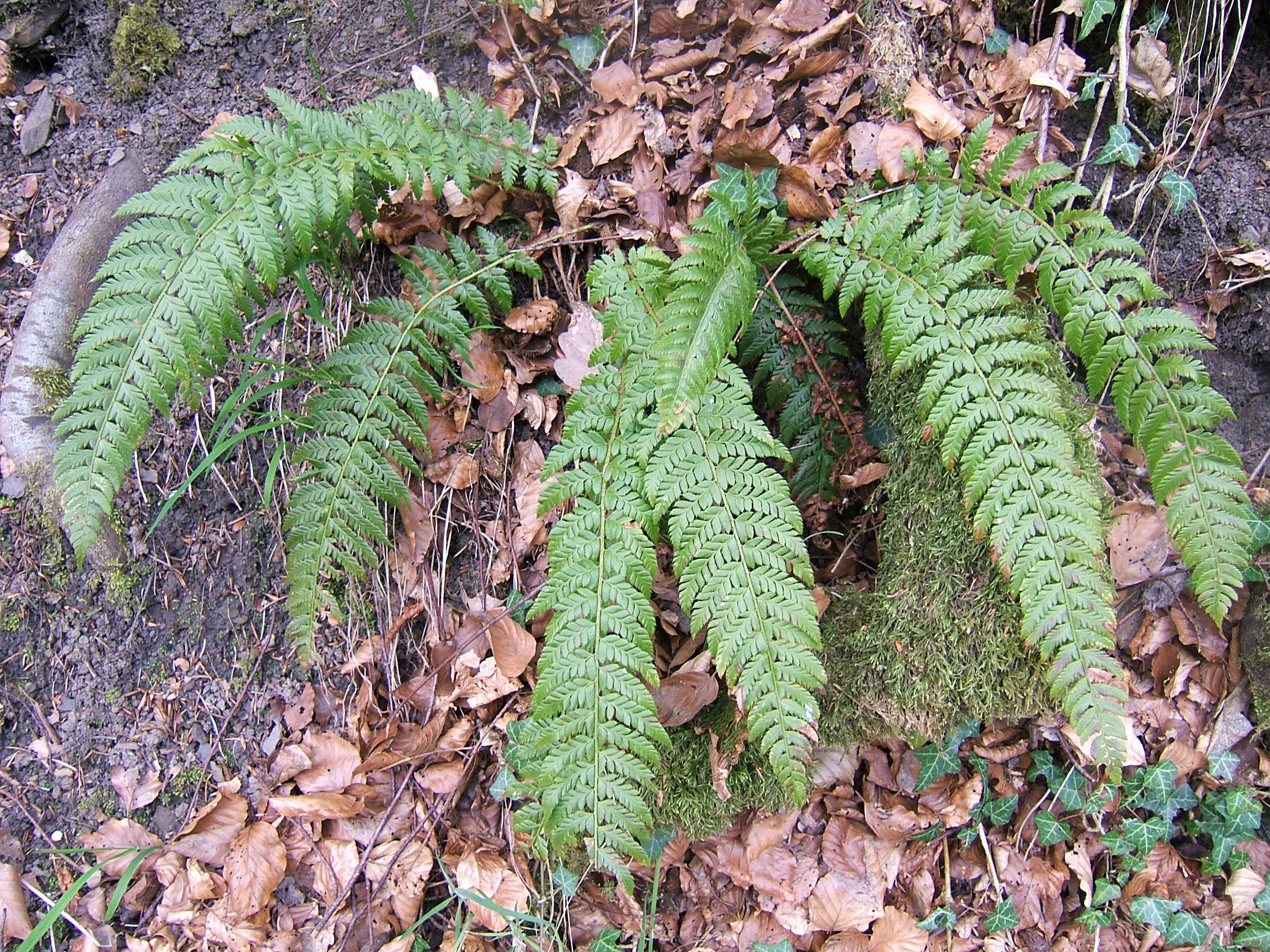
Stijve naaldvaren

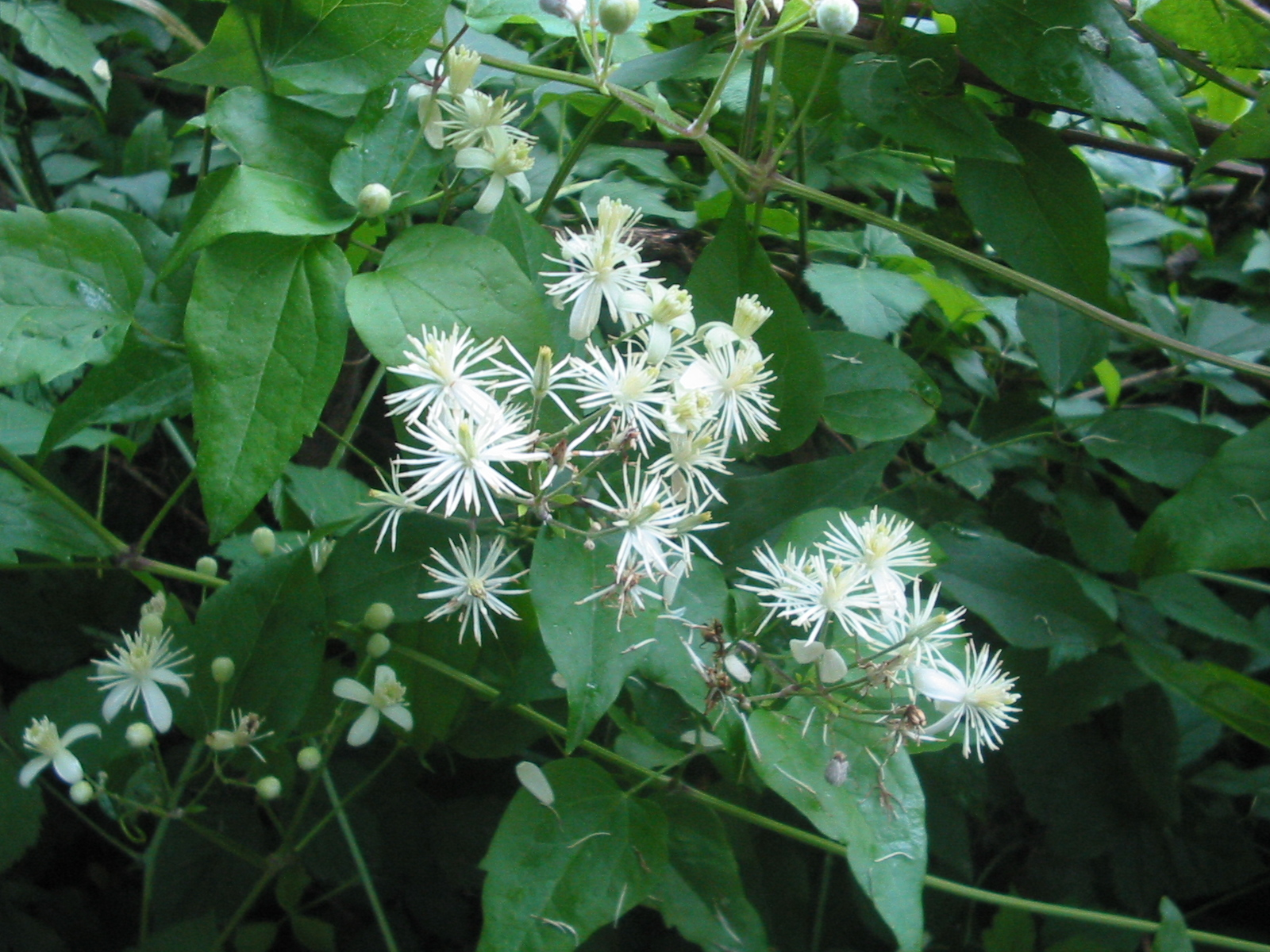
Bosrank

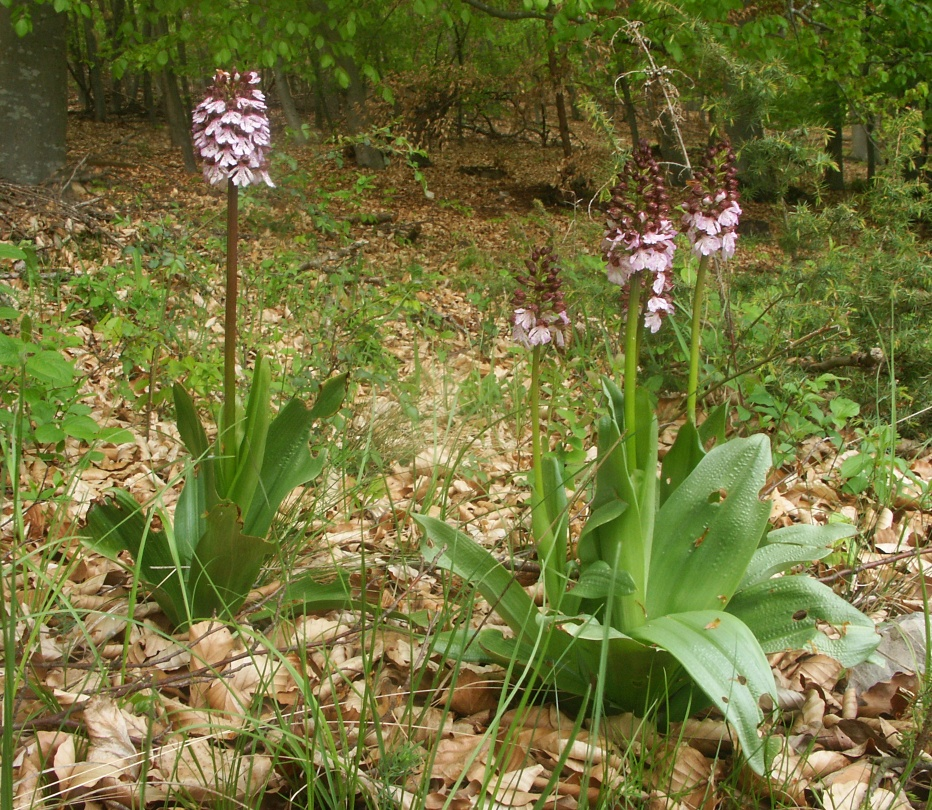
Purperorchis

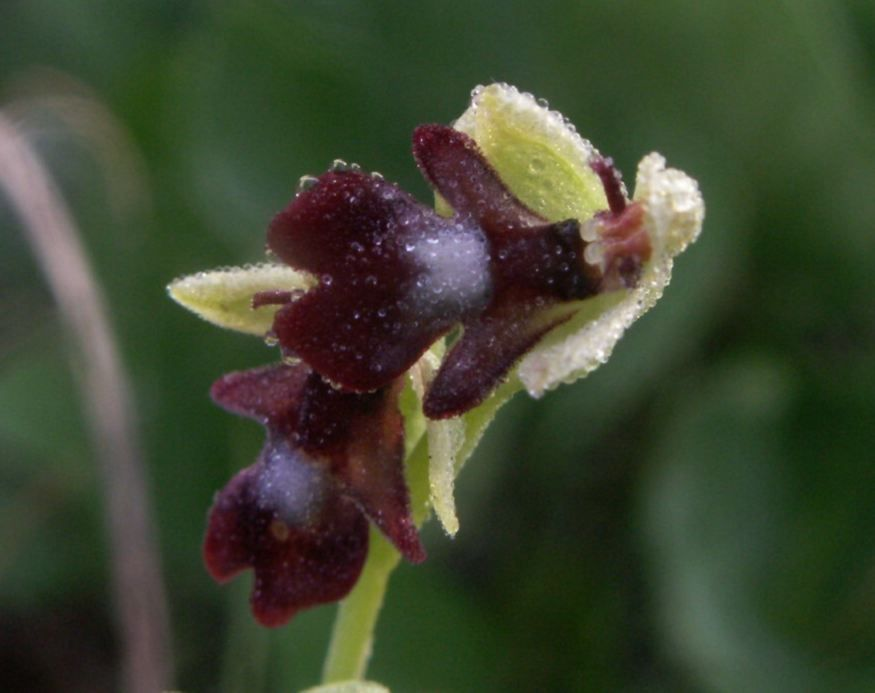
Vliegenorchis

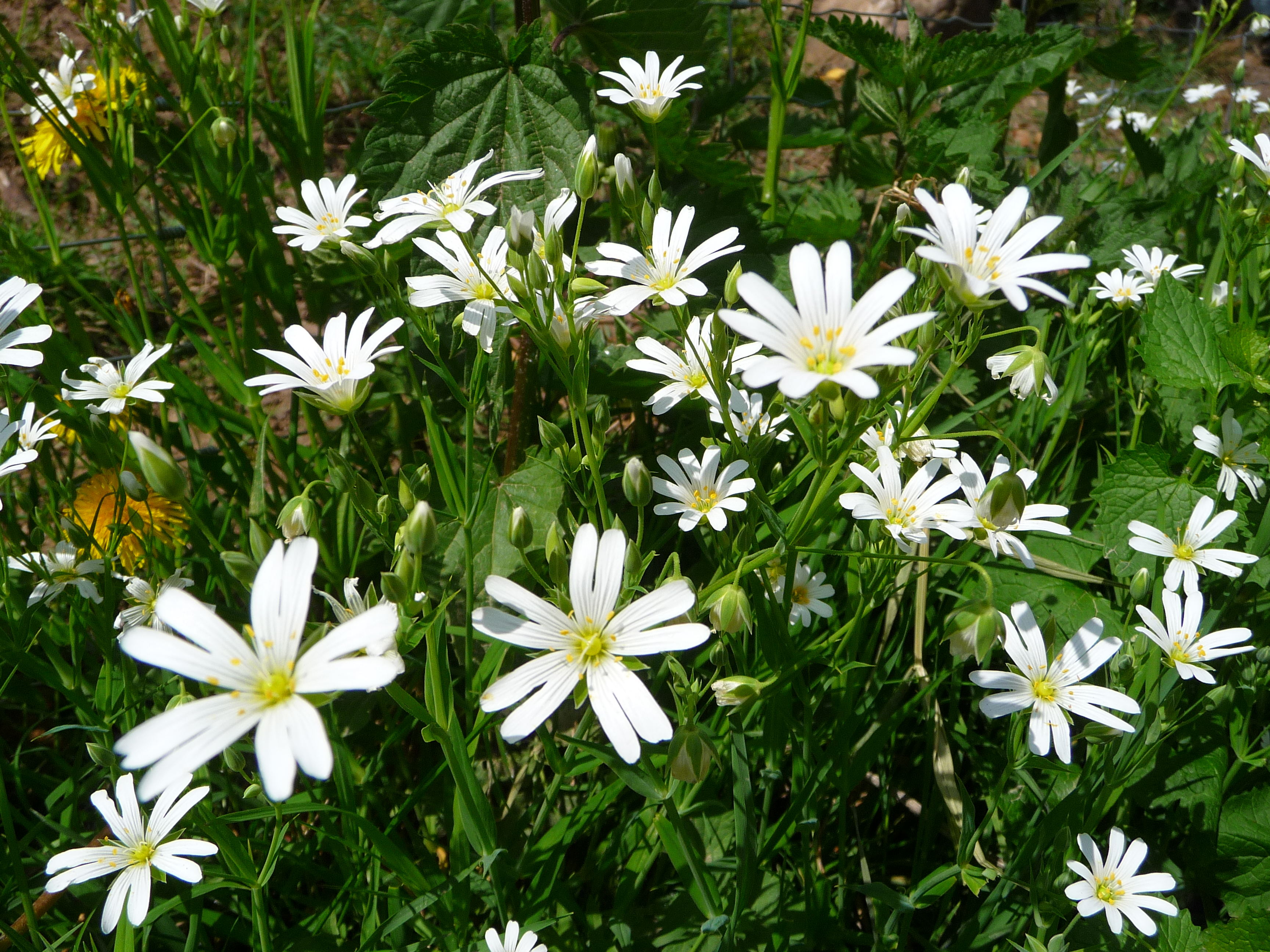
Grote muur

Het eiken-haagbeukenbos heeft voor Nederland en Vlaanderen een twintigtal kensoorten, die echter niet alle even algemeen zijn.
In de boomlaag zijn de haagbeuk en de winterlinde kenmerkende soorten voor deze associatie, naast de zoete kers en de gewone es als kensoorten voor de klasse. De zomereik is eveneens zeer frequent voorkomend en dikwijls de dominante boomsoort. De beuk is opvallend afwezig.
In de struiklaag is het zeldzame rood peperboompje de enige kensoort, maar komt vooral de hazelaar zeer frequent en abundant voor, met daarnaast de gewone vlier en de wilde lijsterbes.
De kruidlaag telt een vijftiental kensoorten, vooral de mannetjesvaren, de boszegge, en het donkersporig bosviooltje. Verder komen praktisch alle kensoorten van de klasse met hoge tot redelijk hoge presentie in deze vegetatie voor, vooral de klimop, de gewone salomonszegel, de bosanemoon, de gevlekte aronskelk, het schaduwgras, het gewoon speenkruid en de bosandoorn. Naast deze kensoorten zijn de hondsdraf, de bosrank en de eenbes frequent voorkomende kruiden. De naamgevende grote muur komt eveneens voor in bronbossen en kan niet als kensoort worden beschouwd.
In de moslaag zijn slechts enkele minder algemene bladmossen kenmerkend.
In de onderstaande tabel staan de belangrijkste diagnostische plantentaxa van het eiken-haagbeukenbos voor Nederland en Vlaanderen.
Boomlaag
| Kentaxon | Diff.soort | Presentie | Triviale naam | Botanische naam    | Opmerking                |
| -------- | ---------- | --------- | ------------- | ------------------ | ------------------------ |
| kA       |            | > 50%     | haagbeuk      | Carpinus betulus   |                          |
| kA       | dS         | > 50%     | winterlinde   | Tilia cordata      | subassociatie allietosum |
| kK       |            | > 70%     | gewone es     | Fraxinus excelsior |                          |
| kK       |            | > 50%     | zoete kers    | Prunus avium       |                          |
|          |            | > 70%     | zomereik      | Quercus robur      |                          |

Struiklaag
| Kentaxon | Diff.soort | Presentie | Triviale naam        | Botanische naam    | Opmerking                     |
| -------- | ---------- | --------- | -------------------- | ------------------ | ----------------------------- |
| kA       | dS         | > 20%     | rood peperboompje    | Daphne mezereum    | subassociatie orchietosum     |
| kK       |            | > 10%     | aalbes               | Ribes rubrum       |                               |
|          |            | > 30%     | hazelaar             | Corylus avellana   |                               |
|          | dS         | > 90%     | gewone vlier         | Sambucus nigra     | subassociatie polystichetosum |
|          | dS         | > 70%     | wilde lijsterbes     | Sorbus aucuparia   | subassociatie oxalidetosum    |
|          |            | > 30%     | eenstijlige meidoorn | Crataegus monogyna |                               |
|          |            | > 30%     | rode kornoelje       | Cornus sanguinea   |                               |
|          | dS         | > 30%     | hulst                | Ilex aquifolium    | subassociatie oxalidetosum    |
|          | dS         | > 30%     | sporkehout           | Frangula alnus     | subassociatie oxalidetosum    |

Kruidlaag
| Kentaxon | Diff.soort | Presentie | Triviale naam            | Botanische naam         | Opmerking                                          |
| -------- | ---------- | --------- | ------------------------ | ----------------------- | -------------------------------------------------- |
| kA       | dS         | > 80%     | mannetjesvaren           | Dryopteris filix-mas    | subassociaties polystichetosum en dryopteridetosum |
| kA       |            | > 30%     | boszegge                 | Carex sylvatica         |                                                    |
| kA       |            | > 30%     | donkersporig bosviooltje | Viola reichenbachiana   |                                                    |
| kA       | dS         | 10 > 50%  | heelkruid                | Sanicula europaea       | subassociatie orchietosum                          |
| kA       | dS         | 10 > 70%  | bosbingelkruid           | Mercurialis perennis    | subassociatie allietosum                           |
| kA       |            | > 10%     | lievevrouwebedstro       | Galium odoratum         |                                                    |
| kA       | dS         | 10 > 50%  | ruig klokje              | Campanula trachelium    | subassociatie orchietosum                          |
| kA       | dS         | 10 > 60%  | christoffelkruid         | Actaea spicata          | subassociatie orchietosum                          |
| kA       |            | > 10%     | eenbloemig parelgras     | Melica uniflora         |                                                    |
| kA       |            | > 10%     | aardbeiganzerik          | Potentilla sterilis     |                                                    |
| kA       | dS         | 0 > 30%   | mannetjesorchis          | Orchis mascula          | subassociatie orchietosum                          |
| kA       |            | < 10%     | kleine maagdenpalm       | Vinca minor             |                                                    |
| kA       | dS         | 0 > 20%   | vingerzegge              | Carex digitata          | subassociatie orchietosum                          |
| kA       |            | < 10%     | amandelwolfsmelk         | Euphorbia amygdaloides  |                                                    |
| kK       |            | > 80%     | klimop                   | Hedera helix            |                                                    |
| kK       |            | > 70%     | gewone salomonszegel     | Polygonatum multiflorum |                                                    |
| kK       |            | > 50%     | bosanemoon               | Anemone nemorosa        |                                                    |
| kK       |            | > 40%     | gevlekte aronskelk       | Arum maculatum          |                                                    |
| kK       |            | > 30%     | schaduwgras              | Poa nemoralis           |                                                    |
| kK       |            | > 30%     | gewoon speenkruid        | Ficaria verna           |                                                    |
| kK       |            | > 30%     | bosandoorn               | Stachys sylvatica       |                                                    |
| kK       |            | > 20%     | groot heksenkruid        | Circaea lutetiana       |                                                    |
| kK       |            | 20%       | boskortsteel             | Brachypodium sylvaticum |                                                    |
| kK       |            | > 20%     | knopig helmkruid         | Scropularia nodosa      |                                                    |
| kK       |            | > 20%     | grote keverorchis        | Neottia ovata           |                                                    |
| kK       |            | > 10%     | gulden boterbloem        | Ranunculus auricomus    |                                                    |
| kK       |            | > 10%     | kruipend zenegroen       | Ajuga reptans           |                                                    |
| kK       | dS         | > 10%     | daslook                  | Allium ursinum          | subassociatie allietosum                           |
| kK       |            | < 10%     | bosvergeet-mij-nietje    | Myosotis sylvatica      |                                                    |
| kK       |            | < 10%     | zwartblauwe rapunzel     | Phyteuma spicatum       |                                                    |
| kK       | dS         | < 10%     | gele anemoon             | Anemone ranunculoides   | subassociatie allietosum                           |
| kK       | dS         | < 10%     | vogelnestje              | Neottia nidus-avis      | subassociatie orchietosum                          |
|          | dS         | 100%      | stijve naaldvaren        | Polystichum aculeatum   | subassociatie polystichetosum                      |
|          | dS         | > 80%     | hondsdraf                | Glechoma hederacea      | subassociatie polystichetosum                      |
|          | dS         | > 80%     | bosrank                  | Clematis vitalba        | subassociatie orchietosum                          |
|          | dS         | > 70%     | eenbes                   | Paris quadrifolia       | subassociatie orchietosum                          |
|          | dS         | > 40%     | purperorchis             | Orchis purpurea         | subassociatie orchietosum                          |
|          | dS         | > 30%     | ruig viooltje            | Viola hirta             | subassociatie orchietosum                          |
|          | dS         | > 20%     | bergnachtorchis          | Platanthera chlorantha  | subassociatie orchietosum                          |
|          | dS         | > 10%     | bleek bosvogeltje        | Cephalanthera damasonia | subassociatie orchietosum                          |
|          | dS         | < 10%     | vliegenorchis            | Ophrys insectifera      | subassociatie orchietosum                          |
|          | dS         |           | grote brandnetel         | Urtica dioica           | subassociatie polystichetosum                      |
|          | dS         |           | brede stekelvaren        | Dryopteris dilatata     | subassociatie dryopteridetosum                     |
|          | dS         |           | witte klaverzuring       | Oxalis acetosella       | subassociatie oxalidetosum                         |
|          | dS         |           | dalkruid                 | Maianthemum bifolium    | subassociatie oxalidetosum                         |
|          |            |           | grote muur               | Stellaria holostea      | ook in bronbossen                                  |

Moslaag
| Kentaxon | Diff.soort | Presentie | Triviale naam            | Botanische naam       | Opmerking |
| -------- | ---------- | --------- | ------------------------ | --------------------- | --------- |
| kK       |            | > 20%     | geplooid snavelmos       | Eurhynchium striatum  |           |
| kK       |            | > 10%     | gerimpeld boogsterrenmos | Plagiomnium undulatum |           |
| kK       |            | < 10%     | klein snavelmos          | Oxyrrhynium pumilum   |           |

## Biologische Waarderingskaart
In de Biologische Waarderingskaart (BWK) van Vlaanderen en het Brussels Hoofdstedelijk Gewest is deze associatie opgedeeld in twee karteringseenheden, het eiken-haagbeukenbos (qa) en het beukenbos met voorjaarsflora zonder wilde hyacint (fa).
Het eiken-haagbeukenbos met purperorchis (de subassociatie orchietosum) wordt in de BWK eveneens apart onderscheiden in twee eenheden, het eiken-haagbeukenbos op mergel (qk) en het beukenbos op mergel (fk).
Deze vegetatietypes staan alle gewaardeerd als 'Biologisch zeer waardevol'.

#### Eiken-haagbeukenbos
Het eiken-haagbeukenbos (qa) komt voor als oude, door zomereik, gewone es, gewone esdoorn, zoete kers en haagbeuk gedomineerde bossen op matig voedselrijke leem- en zandleembodems, grenzend aan elzen-eikenbossen of andere beekbegeleidende bostypes, en op plateaus en hellingen met een hangwatertafel.

#### Beukenbos met voorjaarsflora zonder wilde hyacint
Het beukenbos met voorjaarsflora zonder wilde hyacint (fa) vertoont hiermee veel overeenkomsten, maar heeft beuk als dominante boomsoort. Het omvat ook het gierstgras-beukenbos (Milio-Fagetum) dat voorkomt op droge, licht zure leembodem.

#### Eiken-haagbeukenbos op mergel
Het eiken-haagbeukenbos op mergel (qk) is eerder een lichtrijk bostype van hellingen, van oorsprong intensief beheerd waardoor erosie de mineraal- en mergelrijke ondergrond kan blootleggen. De boomlaag van dit bos bestaat vooral uit zomereik, gewone es en hazelaar, de kruidlaag is vergelijkbaar met dat van het beukenbos met parelgras en lievevrouwebedstro (fm) aangevuld met kalk-, licht- en warmteminnende soorten zoals diverse soorten orchideeën.

#### Beukenbos op mergel
Het beukenbos op mergel (fk) komt net als het voorgaande type enkel voor op plaatsen waar mergel dagzoomt. De boomlaag wordt gedomineerd door beuk, de ondergroei is rijk aan voorjaarsflora maar zonder wilde hyacint. Indicatorsoorten zijn de vingerzegge en de spekwortel.

## Bedreiging en bescherming
De meeste eiken-haagbeukenbossen bevinden zich op voedselrijkere gronden, zijn daardoor weinig gevoelig voor voedselaanrijking, verdroging en verzuring en gedijen het best met een beheer van 'niets doen'.
De bossen van de orchietosum-subassociatie daarentegen danken hun ontstaan aan een eeuwenlang middelhoutbeheer, waarin bij elke kapcyclus de bovenstaanders werden gespaard. Het stopzetten van dit beheer leidt snel tot verruiging, waarbij de bodem bedekt wordt met klimop en daardoor ongeschikt wordt voor de ontwikkeling van orchideeën.

## Fotogalerij

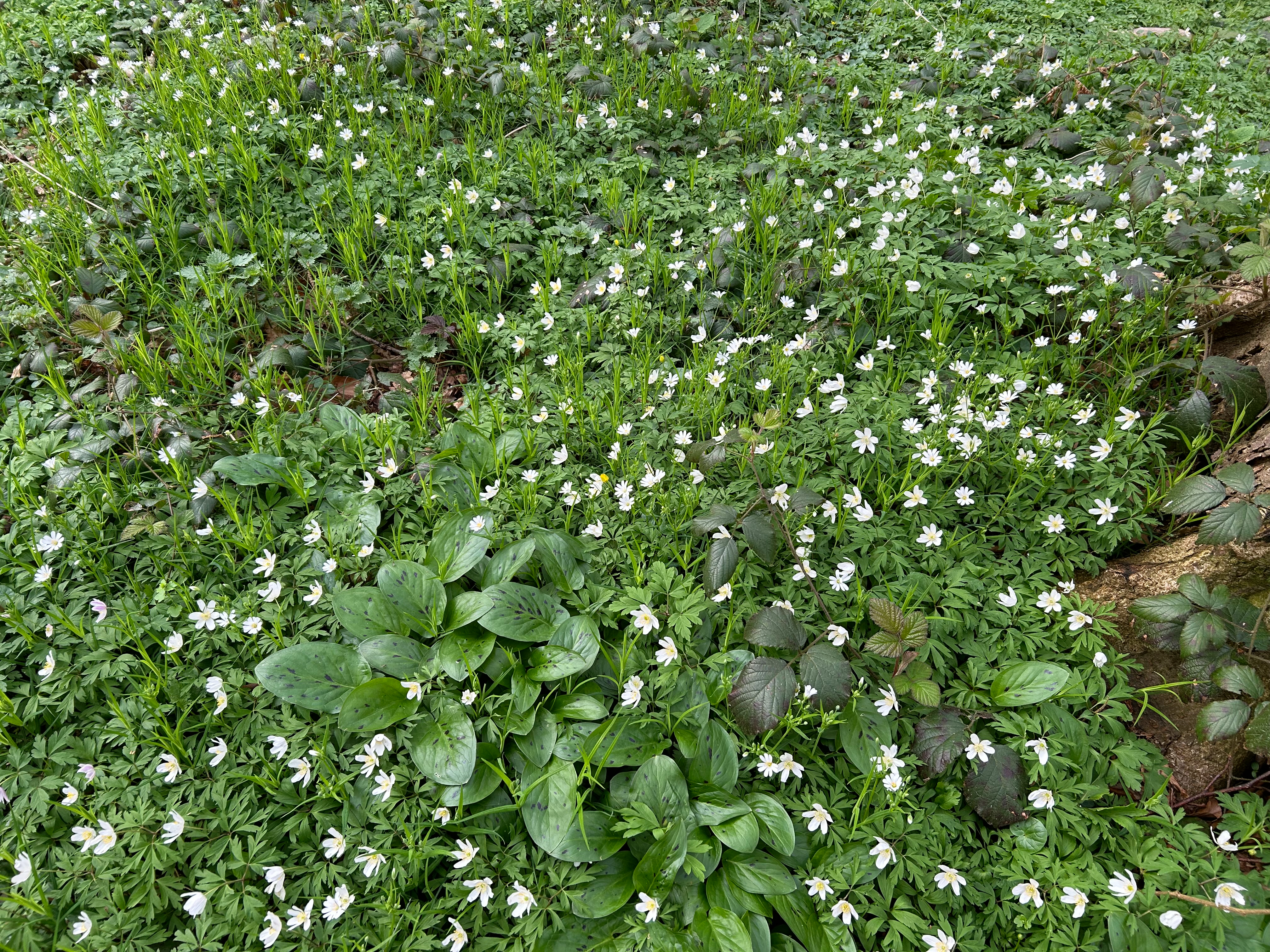
Close-up van de kruidlaag